# Première circonscription de Tokyo
La première circonscription de Tokyo (東京都第1区, Tōkyō-to dai-ikku) est l'une des trente circonscriptions législatives que compte la préfecture métropolitaine de Tokyo.

## Description géographique
Entre 1994 et 2017, la première circonscription de Tokyo regroupait les arrondissements spéciaux de Chiyoda, Minato et Shinjuku.
Entre 2017 et 2022, elle comprenait l'arrondissement de Chiyoda et une partie des arrondissements de Minato et Shinjuku.
Depuis 2022, elle correspond aux arrondissements de Chiyoda et Shinjuku,.

## Députés
| Législature | Début de mandat | Fin de mandat | Député élu   | Parti politique | Parti politique |
| ----------- | --------------- | ------------- | ------------ | --------------- | --------------- |
| 41e         | 1996            | 2000          | Kaoru Yosano |                 | PLD             |
| 42e         | 2000            | 2003          | Banri Kaieda |                 | PDJ             |
| 43e         | 2003            | 2005          | Banri Kaieda |                 | PDJ             |
| 44e         | 2005            | 2009          | Kaoru Yosano |                 | PLD             |
| 45e         | 2009            | 2012          | Banri Kaieda |                 | PDJ             |
| 46e         | 2012            | 2014          | Miki Yamada  |                 | PLD             |
| 47e         | 2014            | 2017          | Miki Yamada  |                 | PLD             |
| 48e         | 2017            | 2021          | Banri Kaieda |                 | PDC             |
| 49e         | 2021            | 2024          | Miki Yamada  |                 | PLD             |
| 50e         | 2024            | -             | Banri Kaieda |                 | PDC             |